# Іоніце Санду Стурдза
Іоніце Санду Стурдза (рум. Ioniţă Sandu Sturdza, *1761 — †2 лютого 1842) — господар Молдовського князівства з 21 червня 1822 по 5 травня 1828.
Перший молдовський господар після періоду османської окупації і правління фанаріотів.

## Біографія
Народився в Яссах, представник боярського роду Стурдза. У 1821 румунські князівства були окуповані Османською імперією, на чому закінчилося правління фанаріотських господарів. 21 червня 1822 в Порті були представлені п'ять румунських кандидатур на пост господаря, і в результаті господарем був призначений Іоніце Стурдза. Одночасно господарем Волощини за аналогічною схемою був призначений Ґриґоре Ґіка IV. Передбачалося, що господарі Молдови та Волощини будуть васалами Османської імперії. План був схвалений урядами Росії, Австрії та Пруссії, найсильніших на той момент європейських держав.
Головними проблемами, які змушений був вирішувати новий господар Молдовського князівства, були економічні труднощі, а також опозиція з боку орієнтованих на Росію бояр, що залишили князівство під час османського вторгнення. На початку свого правління Стурдза зробив ряд адміністративних заходів, нормалізував бюджети міст і провів призначення чиновників, а також реорганізував міністерство закордонних справ і міністерство юстиції і скасував ряд обмежень, пов'язаних зі свободою віросповідання. При ньому було також остаточно скасовано кріпосне право.
У жовтні 1826 підписано Аккерманську конвенцію, згідно з якою Молдова і Волощина отримували автономію, а їх господарі повинні були призначатися з місцевих бояр за згодою Росії. Політичні противники Іоніце Стурдзи повернулися в Молдову, а його влада суттєво ослабла.
У 1827 османський султан оголосив про анулювання Аккерманської конвенції, що викликало війну Російської і Османської імперій. У 1828 російські війська були введені в Молдову і 7 травня 1828 Стурдза був відсторонений від посади господаря.
Як компенсацію султан Махмуд II створив васальне князівство на острові Самос і призначив Іоніце князем Самоса. На цій посаді він відомий під грецьким ім'ям Іоанніс Александрос Стурдза.
У 1833 він передав князівство Стефану Воґоріде і переселився в Париж, де і помер в 1842.